# Gneiss Point
Der Gneiss Point ist eine felsige Landspitze an der Scott-Küste des ostantarktischen Viktorialands. Sie ragt 3 km nördlich des Marble Point in den McMurdo-Sund hinein und markiert die südliche Begrenzung der Bay of Sails.
Teilnehmern der Terra-Nova-Expedition (1910–1913) unter der Leitung des britischen Polarforschers Robert Falcon Scott kartierten sie und benannten sie nach dem dort gefundenen Gneis.